# Fond du Lac
Fond du Lac ist eine Stadt (mit dem Status „City“) und Verwaltungssitz des Fond du Lac County im US-Bundesstaat Wisconsin. Im Jahr 2020 hatte Fond du Lac laut US Census Bureau 44.678 Einwohner.
Fond du Lac ist die Kernstadt der Metropolregion Fond du Lac (WI Metropolitan Statistical Area).

## Geografie
Fond du Lac liegt im mittleren Südosten Wisconsins. Der aus dem Französischen stammende Name bedeutet so viel wie der „Grund des Sees“ und rührt daher, dass sich die Stadt am Südende des Lake Winnebago befindet (der größte sich vollständig im Staat Wisconsin befindende See).
Die geografischen Koordinaten von Fond du Lac sind 43°46'30" nördlicher Breite und 88°26'42" westlicher Länge. Das Stadtgebiet erstreckt sich über eine Fläche von 47,1 km², die sich auf 43,7 km² Land- und 3,4 km² Wasserfläche verteilen.
Nachbarorte von Fond du Lac sind Taycheedah (an der nordöstlichen Stadtgrenze), Pipe (21,6 km nordöstlich), Mount Calvary (22 km ostnordöstlich), Eden (12,6 km südöstlich), Lomira (20,7 km südlich), Oakfield (18,5 km südwestlich), Rosendale (24,1 km westnordwestlich) und North Fond du Lac (an der nordwestlichen Stadtgrenze).
Die nächstgelegenen größeren Städte sind Green Bay am Michigansee (101 km nordnordöstlich), Wisconsins größte Stadt Milwaukee (101 km südsüdöstlich), Chicago in Illinois (250 km in der gleichen Richtung), Rockford in Illinois (204 km südsüdwestlich) und Wisconsins Hauptstadt Madison (119 km südwestlich).

## Verkehr
Die vierspurig ausgebauten US-Highways 41 und 151 bilden die südwestliche, südliche und südöstliche Umgehungsstraße der Stadt. Der U.S. Highway 45 führt in Nord-Süd-Richtung durch das Zentrum von Fond du Lac. Daneben treffen im Stadtgebiet die Wisconsin State Highways 23 und 175 an dessen nördlichem Endpunkt zusammen. Alle weiteren Straßen sind untergeordnete Landstraßen, teils unbefestigte Fahrwege sowie innerörtliche Verbindungsstraßen.
Im Stadtgebiet von Fond du Lac treffen mehrere Eisenbahnstrecken der heute zur Canadian National Railway gehörenden Wisconsin Central zusammen.
In Fond du Lac befindet sich der nördliche Endpunkt des Wild Goose State Trail, ein Rail Trail für Wanderer und Radfahrer. Im Winter kann der Wanderweg auch mit Schneemobilen und Skiern befahren werden.
Mit dem Fond du Lac County Airport befindet sich am westlichen Stadtrand ein kleiner Flugplatz. Die nächsten Verkehrsflughäfen sind der Dane County Regional Airport in Madison (115 km südwestlich) und der Milwaukee Mitchell International Airport in Milwaukee (111 Kilometer südsüdöstlich).

## Bevölkerung
Nach der Volkszählung im Jahr 2010 lebten in Fond du Lac 43.021 Menschen in 17.942 Haushalten. Die Bevölkerungsdichte betrug 984,5 Einwohner pro Quadratkilometer. In den 17.942 Haushalten lebten statistisch je 2,28 Personen.
Ethnisch betrachtet setzte sich die Bevölkerung zusammen aus 90,6 Prozent Weißen, 2,5 Prozent Afroamerikanern, 0,7 Prozent amerikanischen Ureinwohnern, 1,8 Prozent Asiaten sowie 2,5 Prozent aus anderen ethnischen Gruppen; 1,9 Prozent stammten von zwei oder mehr Ethnien ab. Unabhängig von der ethnischen Zugehörigkeit waren 6,4 Prozent der Bevölkerung spanischer oder lateinamerikanischer Abstammung.
22,6 Prozent der Bevölkerung waren unter 18 Jahre alt, 62,7 Prozent waren zwischen 18 und 64 und 14,7 Prozent waren 65 Jahre oder älter. 52,3 Prozent der Bevölkerung war weiblich.
Das mittlere jährliche Einkommen eines Haushalts lag bei 44.572 USD. Das Pro-Kopf-Einkommen betrug 24.255 USD. 13,7 Prozent der Einwohner lebten unterhalb der Armutsgrenze.

## Söhne und Töchter
- Brigid Bazlen (1944–1989), Filmschauspielerin und Fernsehmoderatorin
- Rollie Culver (1908–1984), Jazzmusiker
- F. Ryan Duffy (1888–1979), US-Senator für Wisconsin und Bundesrichter
- Jeanna Giese (* 1989), der erste Mensch, der ohne schwerwiegende dauerhafte Folgeschäden eine Tollwut-Infektion mit anschließendem symptomatischen Ausbruch der Erkrankung überlebte
- King Camp Gillette (1855–1932), Erfinder der Rasierklinge
- Paul O. Husting (1866–1917), US-Senator für Wisconsin
- Scott McCallum (* 1950), 43. Gouverneur von Wisconsin
- Christian Patterson (* 1972), Fotograf
- Jenna Rosenthal (* 1996), Volleyballspielerin
- Pablo Ervin Schmitz Simon (* 1943), römisch-katholischer Ordensgeistlicher, Bischof von Bluefields in Nicaragua